# Faro Le Maire
El Faro Cabo Le Maire es un faro no habitado de la Armada Argentina que se encuentra en la ubicación 54°48′00″S 64°43′00″O / -54.80000, -64.71667 en la isla de los Estados, más precisamente en bahía Crossley, sobre el estrecho de Le Maire. Pertenece al departamento Ushuaia de la provincia de Tierra del Fuego, Antártida e Islas del Atlántico Sur (Argentina).
El faro lleva el nombre del estrecho que separa la isla de los Estados de la Isla Grande de Tierra del Fuego. Este estrecho fue descubierto el día 26 de enero de 1616 por los holandeses Jacobo Le Maire y Guillermo Cornelio Schouten descubrieron el estrecho que llamaron Le Maire. Inicialmente se pensó llamar al faro Sáenz Valiente, pero por resolución del Ministerio de Marina se lo denominó Faro Le Maire en homenaje al intrépido navegante.
El faro fue librado al servicio el 18 de febrero de 1926. En 1983, se reemplazó el sistema de gas acetileno por paneles solares. Debido al avanzado estado de deterioro de la estructura, el 22 de abril de 1993 se procedió a instalar una torre construida en plástico reforzado con fibra de vidrio, consistente en dos módulos cilíndricos de forma troncocónica invertida de 4,2 metros de altura. El alcance resultante de su luz es actualmente de 8,9 millas náuticas.